# Majestic Theatre (New York)

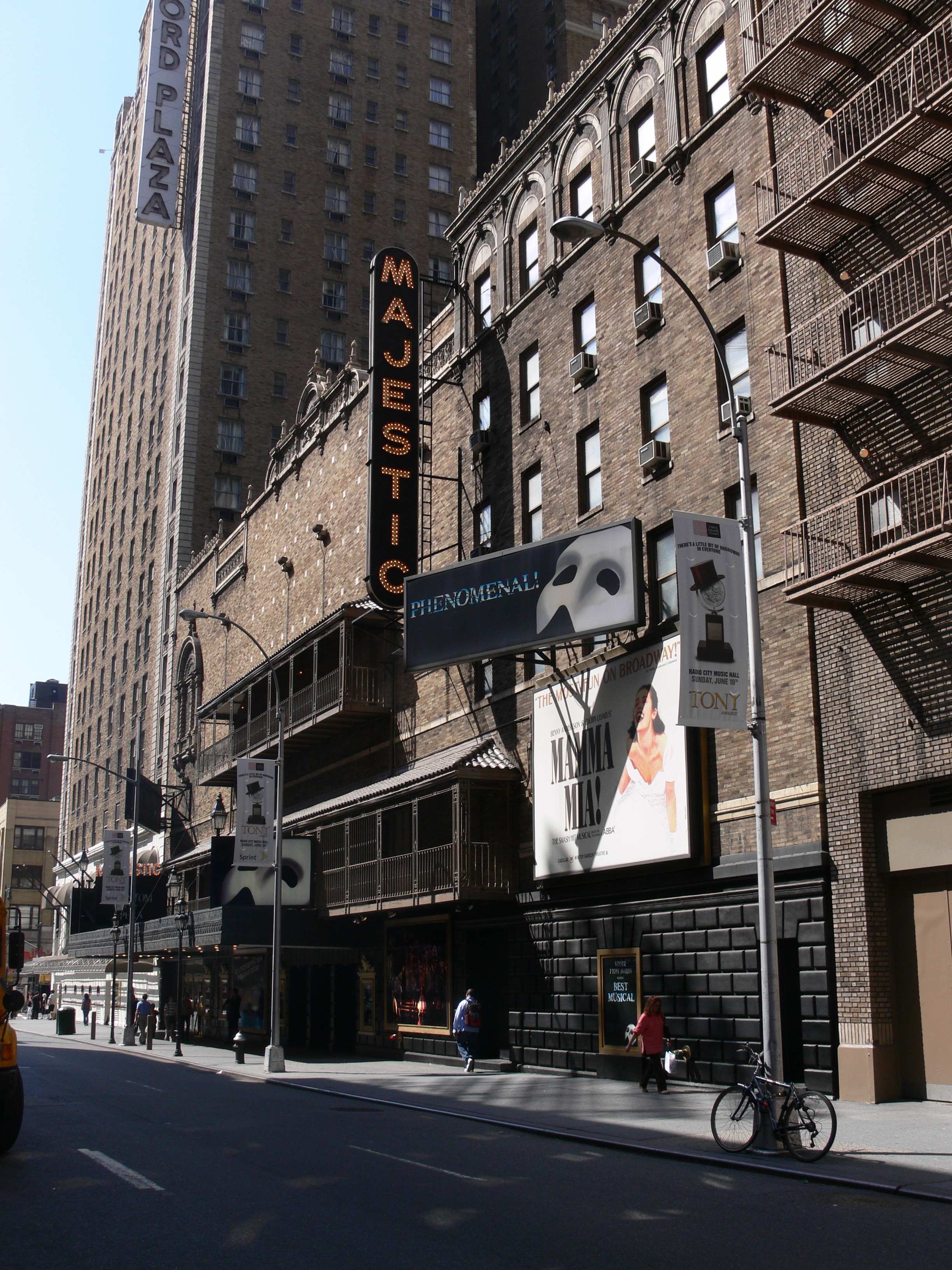
Das Majestic Theatre im Jahr 2007.

Das Majestic Theatre ist ein Theater in New York City (245 West 44th Street). Mit 1.607 Sitzplätzen ist es eines der größten Theater am Broadway.
Das Majestic Theatre wurde am 28. März 1927 mit dem Musical Rufus LeMaire’s Affairs eröffnet. Es war Schauplatz der Premieren bedeutender Musicals von Komponisten wie George Gershwin, Richard Rodgers, Alan Jay Lerner, Harold Rome bis hin zu Stephen Sondheim und Andrew Lloyd Webber. Dazu gehören Of Thee I Sing (1931), Pardon My English (1933), Carousel (1945), South Pacific (1949), Fanny (1954), The Music Man (1957), Camelot (1960), Sugar (1972/73), A Little Night Music (1973) und The Wiz – Das zauberhafte Land (1978). Vom 26. Januar 1988 bis 16. April 2023 wurde das Musical Das Phantom der Oper insgesamt fast 14.000-mal aufgeführt.
Das von Herbert J. Krapp entworfene und von den Charnin Bros. erbaute Theater liegt direkt neben dem Broadhurst Theatre, mit dem es gemeinsam geführt wird. Es ist Teil eines größeren Unterhaltungskomplexes, der auf der anderen Seite des Blocks, an der 45. Straße, auch das John Golden Theatre, das Bernard B. Jacobs Theatre und das Milford Plaza Hotel umfasst. 
Bereits 1903 gab es ein Theater desselben Namens am Columbus Circle. Hier wurden etwa Operetten von Victor Herbert aufgeführt. Es wurde 1911 jedoch in Park Theatre umbenannt und 1954 abgerissen.
Während der Weltwirtschaftskrise kauften die Shubert Brothers das Unternehmen auf; die von ihnen gegründete Shubert Organization ist bis auf den heutigen Tag Eigentümer und Betreiber des Majestic Theatre. 1987 wurde es von der Stadt zum Baudenkmal erklärt. 1996 wurden im Majestic Theatre die Tony Awards verliehen.